# نواة رباعية ظهرية
النواة الرباعية الظهرية، والمعروفة أيضا باسم النواة الظهرية لغودين، هي مجموعة من الخلايا العصبية الموجودة في جذع الدماغ، والتي تشارك في الملاحة المكانية والتوجه.

## علم التشريح
تقع النواة الظهرية في جذع الدماغ بالقرب من خط الوسط. توجد نواتان في نصفي كرة الدماغ. تنقسم النواة الرباعية الظهرية بشكل عام إلى أربعة أجزاء تسمى الأجزاء المركزية والبطنية والأمامية والخلفية.
تحتوي النواة الرباعية الظهرية على عدد كثيف من خلايا غابيُّة الفِعْلِ. في الفئران، يعبر القليل أيضاً عن كالبيندين أو كالريتينين. العديد من خلايا النواة الرباعية الظهرية غابيُّة الفِعْلِ تعبر عن بارفالبومين مع التعبير الأكثر كثافة في الجزء البطناني.  تحتوي الخلايا العصبية النواة الرباعية الظهرية في الفئران على عدد صغير من الببتيد العصبي Y التي تلعب دور في الجوع والتغذية. في الفئران، تحتوي النواة الرباعية الظهرية على عدد صغير من الخلايا العصبية إنكيفالين والمادة P و أعصاب غلوتاماترجيك التي تظهر على الثدييات.

### الدوائر
كجزء من دائرة بابيز، تتلقى النواة الرباعية الظهرية مدخلات من الخلايا العصبية العنان (مثلث المهاد البصري) والخلايا العصبية الحلمية الجانبية. تتلقى النواة الرباعية الظهرية خاصة الجزء المركزي من النواة الرباعية الظهرية إسقاطات من مستقبلات البروتين G المقترنة بالجين GPR151 التي تحتوي على خلايا عنان العصبية.
يتلقى الجزء المركزي من النواة الرباعية الظهرية مدخلات من عصب بريبوسيتوس تحت اللسان ونواة فوق الركبية. جزء البطنانية الإنسية من النواة الرباعية الظهرية يتلقى مدخلات من:
- النوى الحاجزية.
- شريط بروكا المائل.[10]
- منطقة ما قبل البصر.
- منطقة ما تحت المهاد الأمامية والجانبية.
- النواة العنانية الجانبية والوسطية.
- نواة الثدي الأوسط.
- تشكيل جذع الدماغ الشبكي.[9]

## توقعات
مشروع الألياف الظهرية السقيفية
- الخلايا العصبية الثديية االنورأدريني.
- الحزمة الظهرية النورأدريني.
- النوى الإنسية العميقة.
- المركزي العلوي.
- النواة الشبكية الرباعية.
- منطقة السقيفية البطنية في تساي.
- النواة الخلفية تحت المهاد. النواة هي محطة متشابكة رئيسية لمسارات الحزمة الطولية الظهرية بين الدماغ البيني وجذع الدماغ السفلي.[11]

النواة الرباعية الظهرية هي مصدر رئيسي للألياف في ساق الثدي. تُوطن خلايا النواة الرباعية الظهرية المنضدية التي تظهر على الخلايا العصبية الثديية الجانبية داخل الجزء الظهراني وتقع الخلايا الذيلية التي تظهر على الخلايا العصبية الثديية الجانبية في الجزء البطناني.

## وظيفة
تشارك هذه النواة في الملاحة التاريخية والاتجاهية. تستجيب المجموعات الفرعية من الخلايا العصبية النواة الرباعية الظهرية بشكل مختلف للتغيرات في سرعة الرأس الزاوية واتجاه الرأس. تستجيب بعض الخلايا للتغيرات في حركة الرأس في اتجاهات محددة مثل اليسار أو اليمين أو كليهما. يتأثر نشاط إطلاق النار لهذه الخلايا أيضاً بسرعة حركة الرأس. مضرات النواة الرباعية الظهرية أضعفت بشكل دائم الملاحة التاريخية، ولكن فقط ضعف الملاحة الاتجاهية بشكل عابر.